# Epidryos allenii
Epidryos allenii là một loài thực vật có hoa trong họ Rapateaceae. Loài này được (Steyerm.) Maguire mô tả khoa học đầu tiên năm 1962.